# Ivalo
Ivalo (in Lingua sami di Inari: Avveel, in Lingua sami settentrionale: Avvil, in Lingua sami skolt: Âˊvvel) è un piccolo insediamento di 3247 abitanti  nel comune finlandese di Inari, nella regione della Lapponia, situato sulle rive del fiume Ivalo e a circa 20 km dal lago Inari.
Ivalo è una famosa località turistica finlandese sia per gli sport invernali (sci alpino, snowboard, sci nordico) sia per quelli estivi (escursioni, mountain bike, pesca).
Ivalo fu gravemente danneggiata durante la seconda guerra mondiale nel corso della Guerra di Lapponia quando le truppe tedesche in ritirata guidate da Lothar Rendulic danneggiarono gravemente il paese.
Ivalo è attraversato dalla strada europea E75 ed è punto di partenza per la strada principale 91, che si estende fino al confine russo.

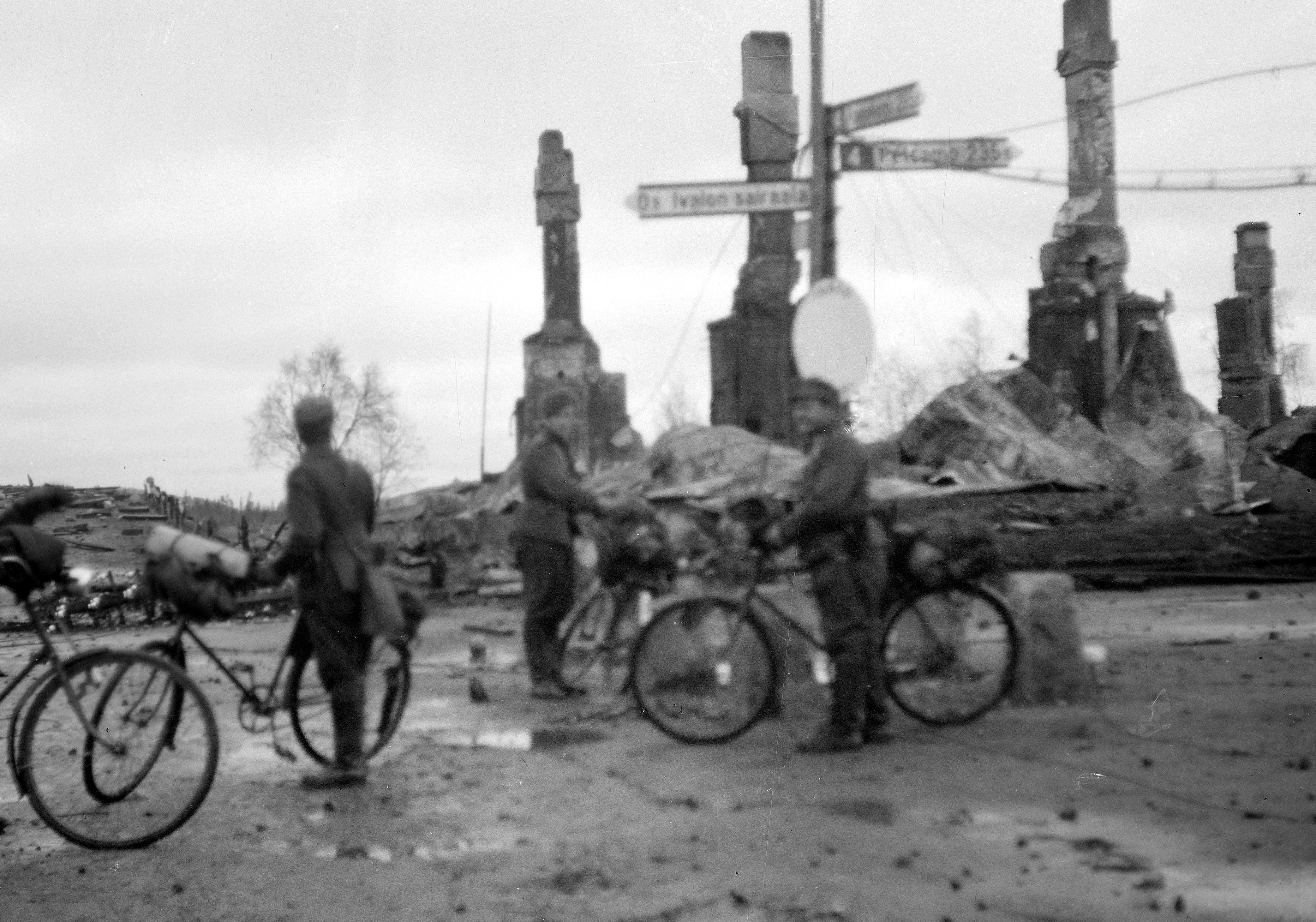
Ivalo nel 1945 durante la Guerra di Lapponia.